# Per J. Andersson

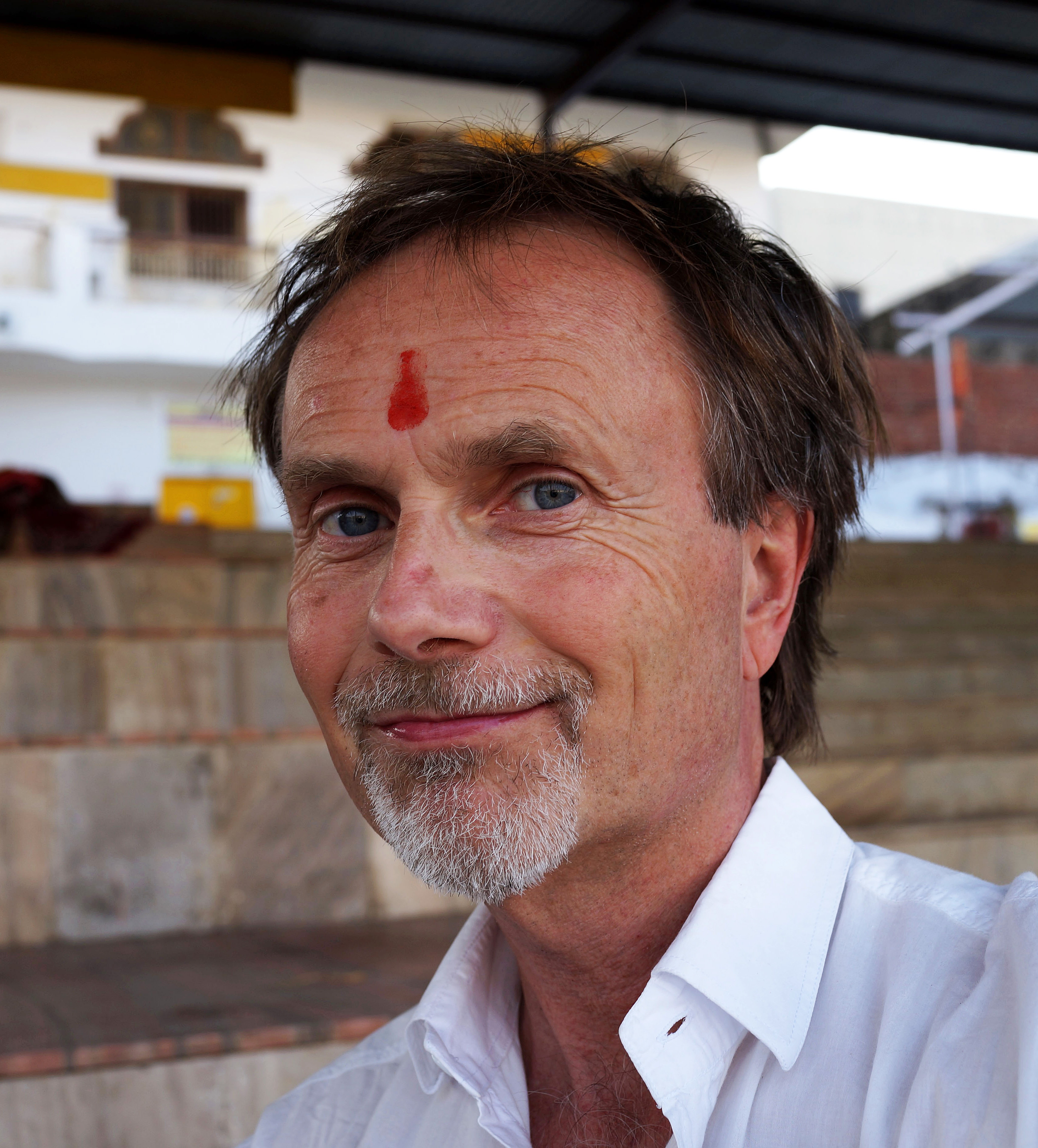
Per J. Andersson (2016)

Per J. Anderson, auch Per Johan Andersson, (* 29. März 1962 in Hallstahammar) ist ein schwedischer Journalist und Reiseschriftsteller.

## Werdegang
Andersson studierte an der Universität Stockholm. Er arbeitete Anfang der 1980er Jahre als Herausgeber des Fanzines „Modernes Pop“ in Västerås. Später arbeitete er als freiberuflicher Journalist für Vestmanlands Läns Tidning und für Värnpliktsnytt, Västerviks Tidningen, Tidningen Folket, Västerbottens-Kuriren, Östgöta Correspondenten und Dagens Nyheter.
Seit 1987 ist Andersson Redakteur und Reporter des Reisemagazins „Vagabond“, das er mitbegründet hat. Er schrieb im Laufe der Jahre als freischaffender Journalist zahlreiche Berichte zu Reisen, globale Themen und insbesondere Indien für die kulturelle Redaktion von Dagens Nyheter, aber auch für andere Nachrichtenportale. Andersson leitete Kurse zum Schreiben von Reiseberichterstattung und unterrichtete an Ausbildungsstätten für Journalisten. Außerdem hält er Vorträge über Indien, Zugreisen, Wandern sowie nachhaltiges Reisen und Reisen im Allgemeinen.

## Publikationen (Auswahl)
- Vom Inder, der mit dem Fahrrad bis nach Schweden fuhr, um dort seine große Liebe wiederzufinden (Bastei Lübbe, 2016)
- Vom Schweden, der die Welt einfing und in seinem Rucksack nach Hause brachte (C.H. Beck Verlag, 2018)
- Vom Elefanten, der das Tanzen lernte (C H Beck Verlag, 2019)
- Vom Schweden, der den Zug nahm und die Welt mit anderen Augen sah (C H Beck Verlag, 2020)